# 대나무쥐속
대나무쥐속 또는 아시아대나무쥐속(Rhizomys)은 소경쥐과에 속하는 설치류 속이다. 3종으로 이루어져 있다. 모두 짧고 털이 없는 꼬리를 가진 작고 통통한 굴을 파는 동물이다.

## 하위 종
- 회백색대나무쥐 (Rhizomys pruinosus)
- 대나무쥐 또는 중국대나무쥐 (Rhizomys sinensis)
- 큰대나무쥐 (Rhizomys sumatrensis)